# Cerro de Tentudía
Tentudía es un pico de la Sierra de Tentudía, Sierra Morena, en la península ibérica. Localizado en el suroeste de España, constituye el pico más elevado de la provincia de Badajoz, con 1104 m s. n. m.

## Situación geográfica
Está situado en el término municipal de Calera de León, en la Sierra de Tentudía, perteneciente a Sierra Morena. Hacia el suroeste, cerca de este pico, se dirige la provincia de Huelva y el Monte Bonales, donde se encuentra el Parque Natural Sierra de Aracena y Picos de Aroche. Al noroeste se encuentra, también cerca, el nacimiento del río Ardila, perteneciente a la zona ZEC Río Ardila Alto.

## Acceso
El acceso a la cumbre se realiza desde la carretera BA-039 que une Calera de León con el Monasterio de Tentudía. Otra opción es desviarse en el kilómetro 6 de la BA-039 a la BA-109 en dirección Cabeza la Vaca y avanzar hasta llegar al Puerto de los Ciegos, desde aquí se podrá llegar a pie hasta la cumbre de Tentudía.En el mismo punto kilométrico de la BA-039 se encuentra a la izquierda el camino de Tentudía por donde también se puede realizar el ascenso a pie.
En 2022 fue final de la 17.ª etapa de la Vuelta a España 2022, con salida desde Aracena.
| Edición | Etapa | Salida  | km    | Ganador        | Líder           |
| ------- | ----- | ------- | ----- | -------------- | --------------- |
| 2022    | 17    | Aracena | 162,3 | Rigoberto Urán | Remco Evenepoel |

## Toponimia
El nombre de Tentudía es debido a una leyenda sobre la Virgen de Tentudía, que posteriormente dio origen a la creación del Monasterio de Tentudía que se encuentra en la cima de esta misma montaña.